# San Pedro de Nora
L'església de San Pedro de Nora (en asturià San Pedru de Nora), és un temple d'origen preromànic situat a la població del mateix nom en el consell asturià de Las Regueras (Espanya). Va ser construïda sota el regnat d'Alfons II al segle ix. Va ser declarat Monument Nacional el 1931. Es troba a 12 km d'Oviedo.

## Història
L'església és atribuïda a Tioda, el qual va treballar al Regne d'Astúries durant el regnat d'Alfons II "El Cast", monarca amb què va tenir lloc la primera etapa de l'art preromànic asturià. Durant aquest primer període, es van construir també esglésies com Sant Tirso, Santa Maria de Bendones i San Julián de los Prados. Les solucions emprades en la construcció de Sant Pere de Nora responen de forma evident, a la tipologia de l'església de Santullano, cosa que s'atribueix a aquesta època.
A més, en aquesta etapa es van realitzar la Catedral preromànica i la cambra santa que, on es van guardar relíquies de sants i màrtirs per protegir-les dels musulmans. Així, Alfons II situava Oviedo com un centre de pelegrinatge dins la ruta del Camí de Sant Jaume.
És una església pertanyent al preromànic asturià, situada al marge dret del riu Nora, al municipi de les Regueras. És capçalera d'una entitat eclesiàstica -la parròquia de Sant Pere de Nora- que inclou la seva pròpia entitat de població (en ambdós marges del riu, que separa els termes municipals de les Regueras i Oviedo) i els llocs de Priañes i Feleches pertanyents al municipi d'Oviedo. Va ser el 20 de gener de 905 per Alfons III el Magne. Apareix referenciada per primera vegada aquell mateix any en un document de donació. En aquest escrit, Alfonso, juntament amb la seva dona Jimena, acorda la donació de l'església a la catedral de Sant Salvador d'Oviedo.

## Descripció

### Exterior

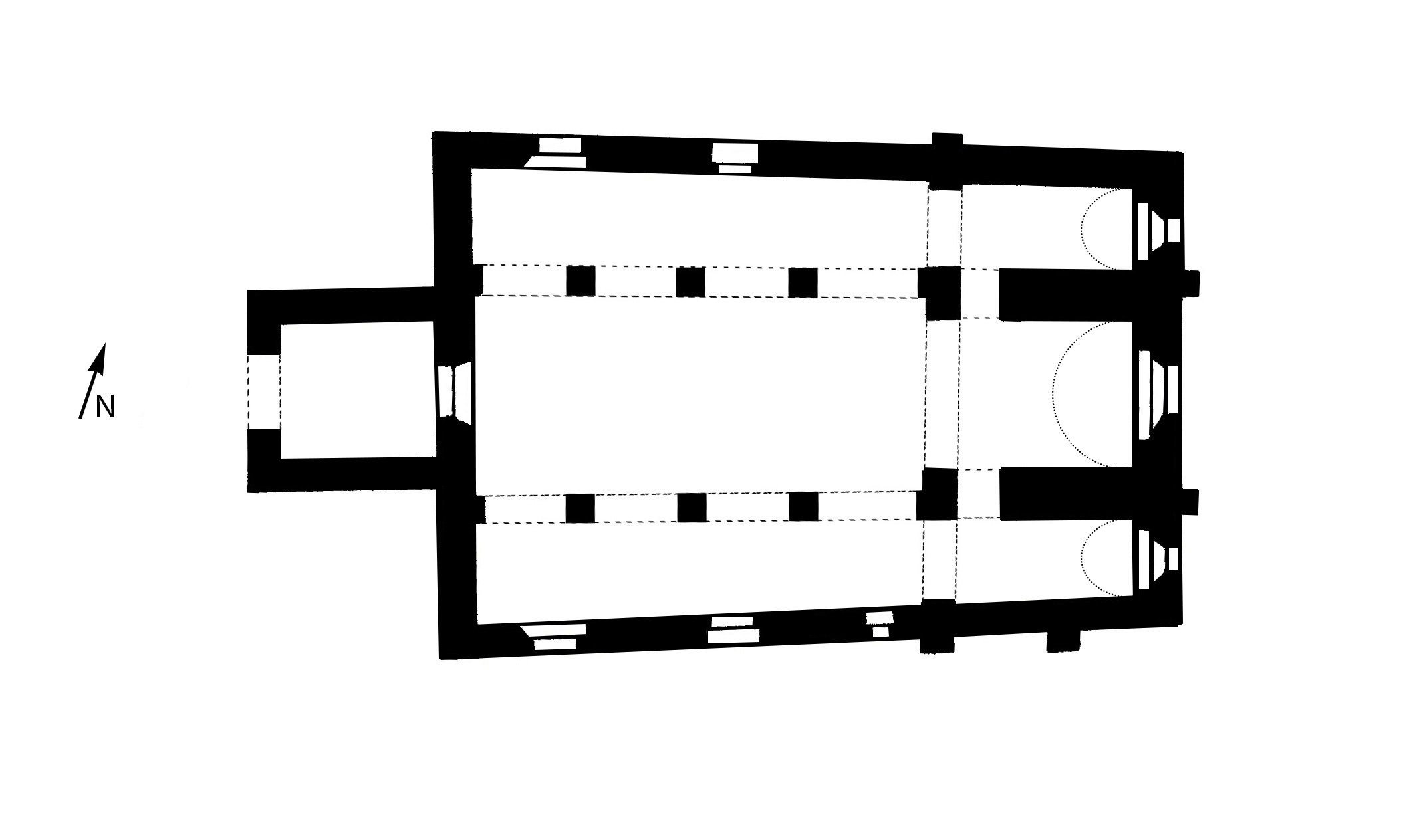
Planta

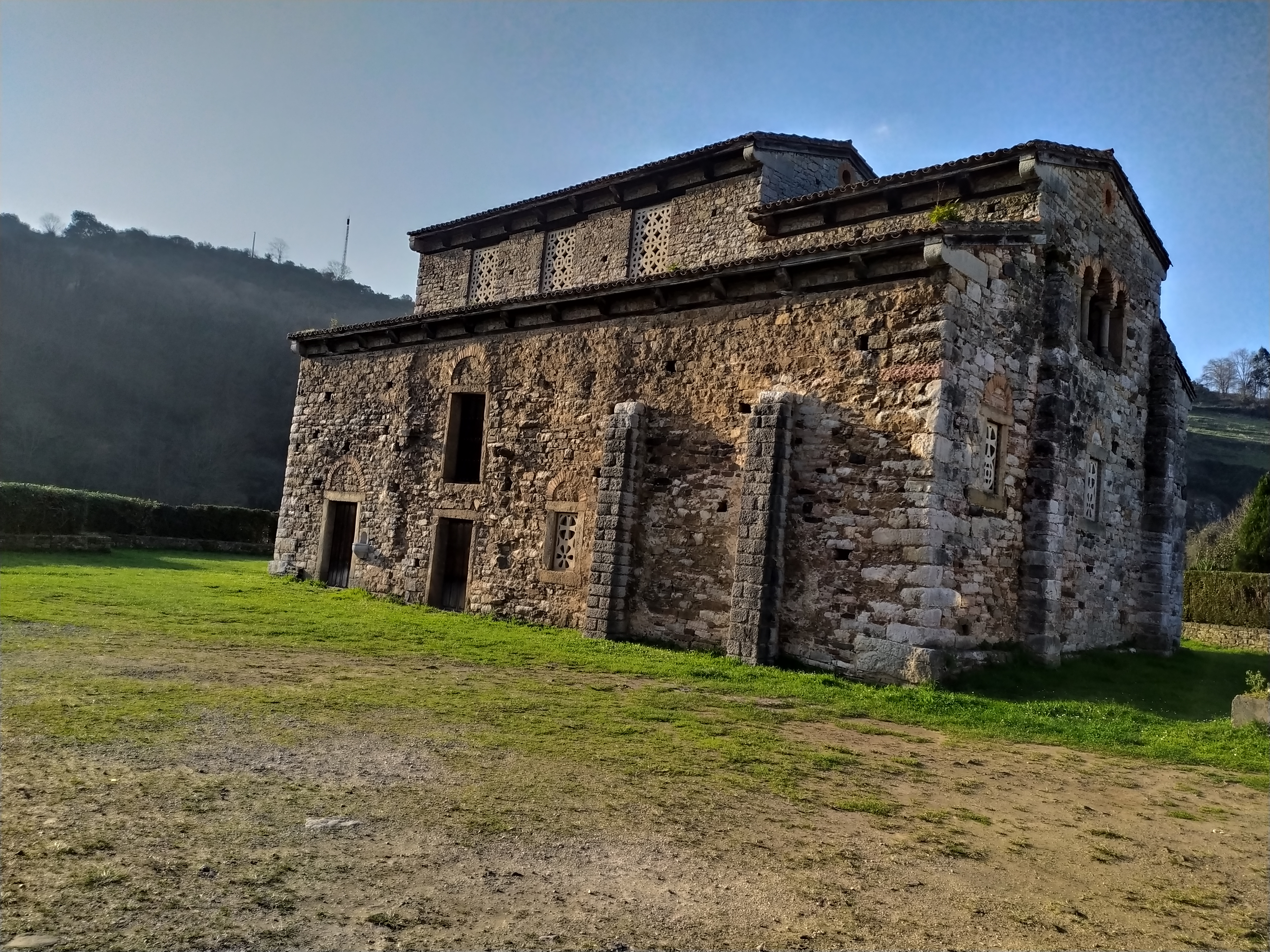
Imatge actual de Sant Pere de Nora; Absència de compartiments adossats a les naus laterals. Arxiu d'Andrés González Iglesias

La seva estructura bàsica està composta de tres naus amb coberta de fusta i una planta molt semblant a la de Sant Julià dels Prats encara que manca del creuer (arquitectura), estructura que identifica a aquest últim. La capçalera és de forma rectangular i dividida en tres parts: Tres capelles voltades, intercomunicades i amb una típica cambra suprabsidial sobre la capella major, conegudes com a càmera del tresor, amb la finestra geminada carcaterístiques de l'art asturià. La torre campanar, posterior, es troba exempta. Als seus orígens el temple va estar decorat amb pintures sobre estuc.
El temple de Sant Pere de Nora manté la planta basilical que predomina en la tipologia de les esglésies asturianes: nau central separada de les naus laterals per arqueries amb arcs de mig punt, aparellats en maó i recolzats en capitells imposta amb decoració motllurada. Aquests arcs de mig punt descansen sobre tres pilars exempts de secció quadrada, fets de carreu. La nau central està rematada amb sostre de fusta a dues aigües. La planta de Sant Pere de Nora forma un trapezi (Figura geomètrica de quatre costats, dels quals només dos són paral·lels) de 18 metres de llarg, 13 d'amplada a la façana principal i 12 a la capçalera tripartida, plana amb tres absis i una finestra rectangular a cada absis.
Està construïda a base de maçoneria amb carreus a les cantonades. La seva funció principal era dotar de solidesa i robustesa l'edifici.

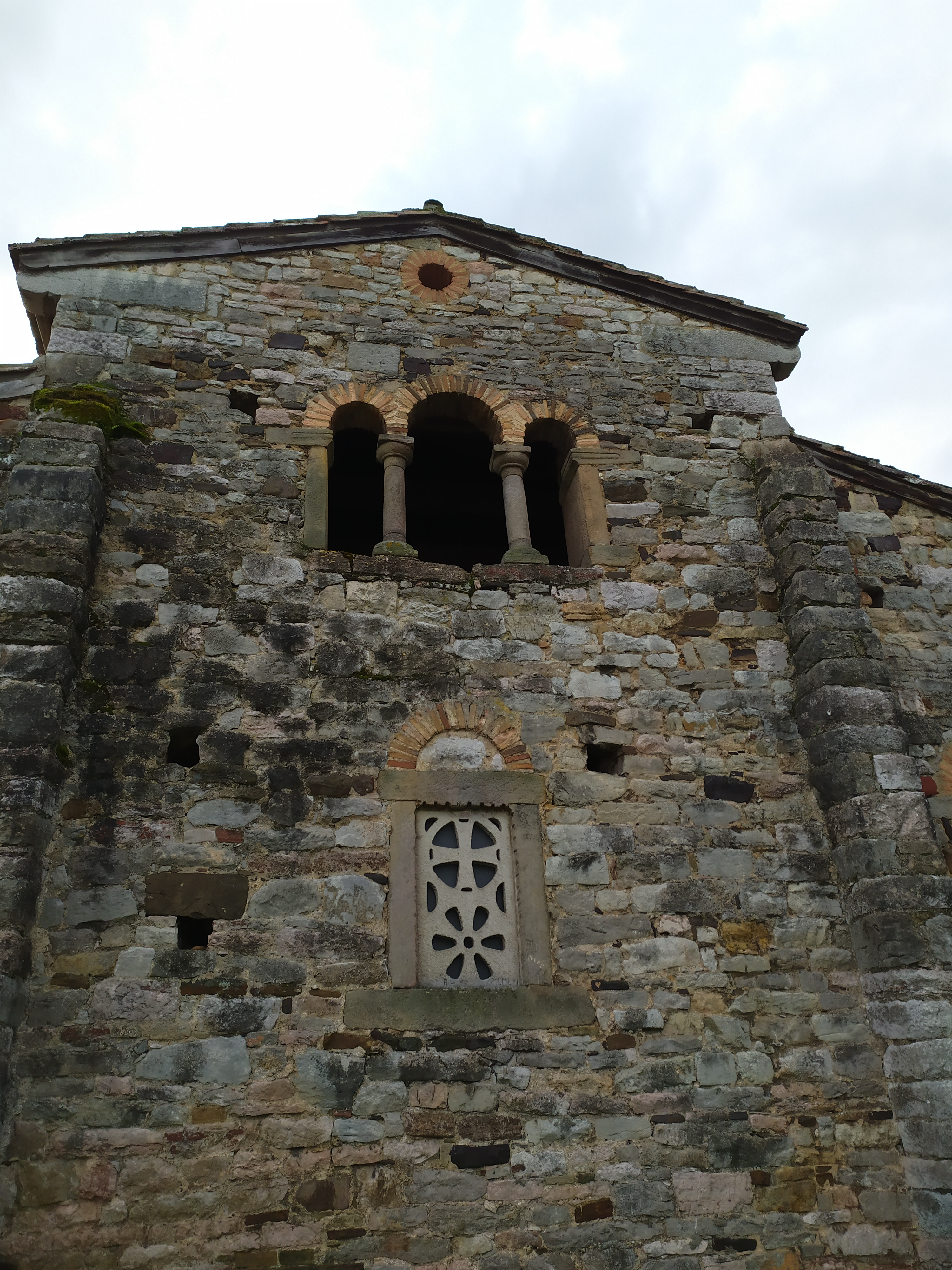
Van trífor de Sant Pere de Nora. Arxiu de l'Església Andreu González

Les tres obertures de la capçalera estan adovellades amb un arc de descàrrega en maó (material caracteritzat pel seu escàs preu i per la seva facilitat a l'hora de tallar-lo) i protegides per gelosies, (plaques de pedra decorades amb motius vegetals i crucífers estilitzats) que es col·loquen a les finestres i altres buits anàlegs per poder veure a través d'ells sense ser vistos. A més, aquestes gelosies també doten d'il·luminació l'església.
A la planta superior de la capçalera hi ha un va trífor sobre una cambra que hi ha a sobre de l'absis central i que no ofereix cap comunicació amb l'interior de l'església. Hi ha una forta controvèrsia entre els historiadors quant a la funció d'aquesta càmera suprabsidal. Aquest tipus de va intentava recrear els arcs del triomf romans, atorgant així a l'església prestigi i autoritat. Actualment el van trífor es presenta com a logo per atraure turistes al Principat d'Astúries.
Disposa de contraforts a la capçalera separant les tres capelles per suportar el pes de les voltes de canó de l'absis. La seva finalitat és contribuir a suportar el pes de les voltes de canó de l'interior de l'església.

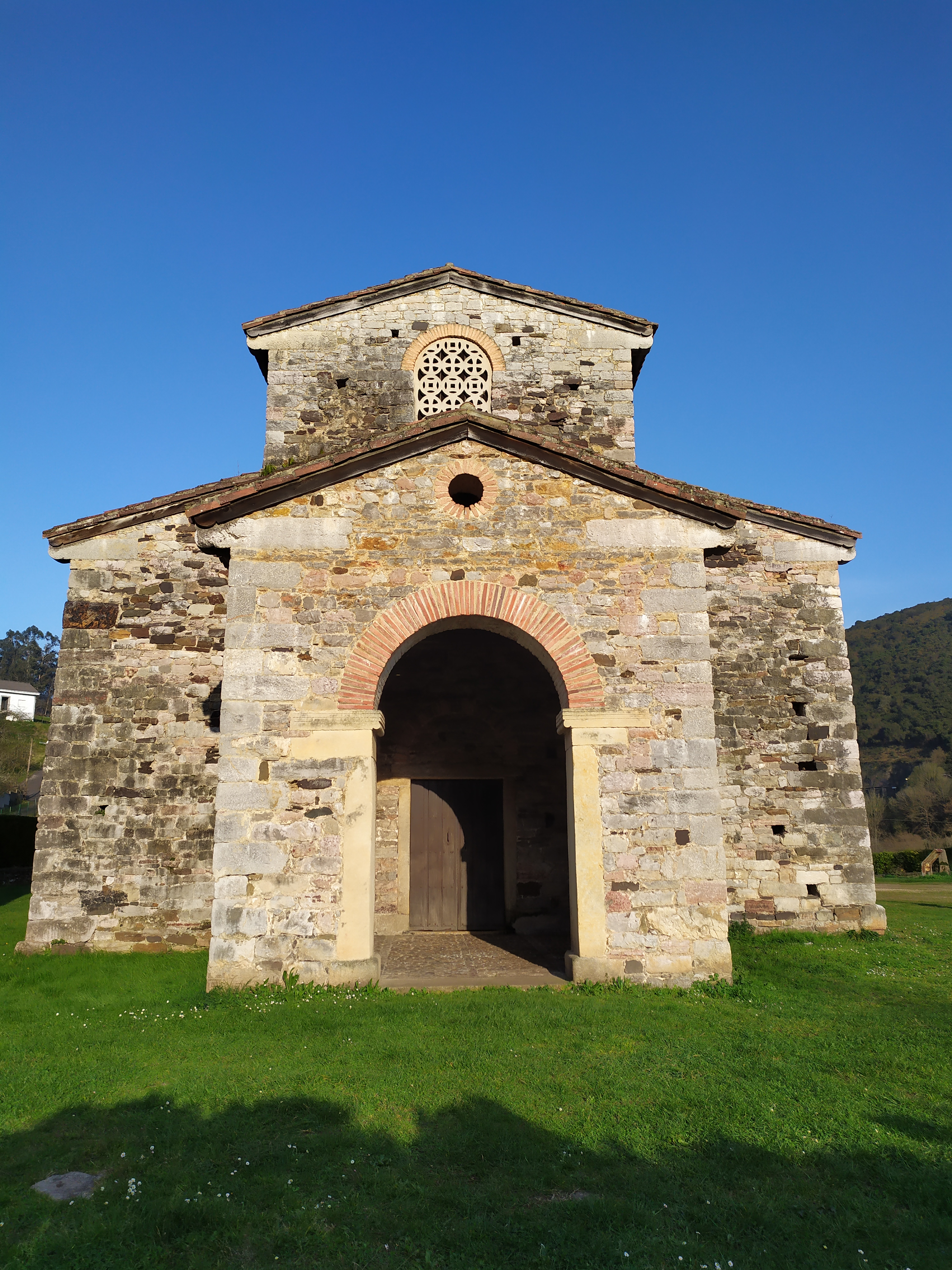
Peus de San Pedro de Nora; Pòrtic rectangular. Arxiu d'Andrés González Iglesias

Als peus presenta, un pòrtic rectangular, una mica més estret que la nau central, que va ser reconstruït al segle passat, ja que l'església va ser incendiada el 1936 durant la Guerra Civil Espanyola perdent la coberta. La reconstrucció de l'església va anar a càrrec del senyor Luis Menéndez Pidal, qui la va iniciar a la dècada de 1940 i la va donar per finalitzada als seixanta, naixent d'aquesta intervenció el campanar a l'oest sobre el qual no s'ha trobat cap fonament fins a la data. Presenta un arc de mig punt amb dovelles de maó, que recolza en capitells imposta que descansen en robustes pilastres. L'accés des del vestíbul a l'interior de l'església es fa per una porta adovellada i brancals monolítics (que estan fets d'una sola pedra). Els treballs de restauració presenten certes diferències respecte de l'església original. Per exemple, es considera possible que aquest pòrtic originalment tingués dues càmeres laterals, encara que no s'han trobat proves a les excavacions i la seva semblança amb Santullano, que disposa d'un únic pòrtic central, ho fa poc probable. Durant la seva restauració es van trobar també restes de compartiments adossats a les naus laterals (imatge de la planta de Sant Pere). Actualment l'església no presenta aquests compartiments laterals. Probablement aquestes extensions de l'església eren dues sagristies, llocs on es guardaven les robes i els objectes necessaris per al culte.

## Interior
Les seves tres naus es presenten separades per quatre arcs de mig punt en maó sobre pilars amb bases i capitells motllurats. L'amplada de la nau central és una mica més del doble que la de les naus laterals.
Ja a la capçalera, els tres absis, que presenten una menor amplada que les naus a causa del gran gruix dels murs que els separen, es troben coberts per voltes de canó i comunicats entre si, sent el seu accés des de les naus també mitjançant arcs de mig punt en maó. La seva semblança amb Santullano és evident, encara que en aquest cas, en tractar-se d'una església de molt menor importància no seria obligatòria l'existència d'una tribuna reial, per la qual cosa no hi ha la gran nau de creuer que trobem a Los Prados. Dit això, l'estructura de Sant Pere de Nora malgrat la seva forma trapezoïdal, conserva una semblança més gran amb la basílica clàssica.
A l'interior de l'església, es conserven algunes restes de les pintures originals sobre estuc (pasta de calç apagada i marbre polvoritzat) amb què es cobreixen les parets o els murs. Això no obstant, es tracta d'uns vestigis tan petits, que és impossible interpretar la temàtica d'aquestes pintures. És destacable l'efecte visual que genera el lleuger estrenyiment que es produeix a l'església des dels peus a la capçalera per donar així sensació de profunditat.
La il·luminació de l'església es realitza per tres grans obertures rectangulars a banda i banda de la nau central per sobre de les naus laterals. Hi ha també un gran van d'il·luminació sobre el pòrtic.